# 28969 Youngminjeongahn
28969 Youngminjeongahn è un asteroide della fascia principale. Scoperto nel 2001, presenta un'orbita caratterizzata da un semiasse maggiore pari a 2,5559655 au e da un'eccentricità di 0,2405628, inclinata di 13,86492° rispetto all'eclittica.